# 山口海鳗
山口海鳗（学名：Muraenesox yamaguchiensis），是海鳗科海鳗属的一种，分布于西太平洋海域。种加词源自本种的模式产地日本山口县。

## 形态特征
山口海鳗是一种栖息在浅海的大型海鳗。身体呈灰褐色，腹部色浅。体型延长，前部近似圆筒状，后部侧扁。无磷。侧线发达。